# 飢えて狼
『飢えて狼』（うえておおかみ）は、日本の推理作家・志水辰夫による長編冒険小説。

## 概要
- 志水辰夫のデビュー作。志水は出版社勤務、フリーライターを経て作家となった。
- 本作は刊行前から読書界で噂になっており、北上次郎はストーリーの概要を聞いただけで「ワクワクした」と語っており、「驚異のデビュー作」として著書『余計者文学の系譜』で紹介している。
- 本作の発表された1981年は北方謙三が『弔鐘はるかなり』（それまで純文学作品を書いていた北方の大衆小説分野におけるデビュー作）を発表しており、谷恒生は『フンボルト海流』で第8回角川小説賞を受賞した。さらに内藤陳により日本冒険小説協会が設立されるなど、1976年に西村寿行が『化石の荒野』のあとがきにて「冒険小説宣言」を表明して以来、確実に高まりつつあった冒険小説の機運はここに本格化した。これらの出来事からこの時代は俗に「冒険小説の時代」（北上次郎が1983年に上梓した著書のタイトルでもある）と呼ばれており、志水は北方・船戸与一（1979年デビュー）・逢坂剛（1980年デビュー）らとともにこの「冒険小説の時代」の中心的作家として活躍した（日本冒険小説協会が選出する日本冒険小説協会大賞の受賞作は第1回から第10回まではこの4人に佐々木譲を加えた5人で占められている）。

## 出版経緯
- 1981年 - 講談社から『飢えて狼』刊行
- 1983年 - 講談社文庫から『飢えて狼』刊行
- 2004年 - 新潮文庫から『飢えて狼』刊行

## あらすじ
ある日、わたしのボート専門店に二人の男が現れた。ひとりはシュタインと名乗る外人、もうひとりは樋口と名乗る。わたしは彼らにある岩壁に登頂してほしいとの依頼を受ける。断るわたしだったが、愛用のボートで海に出ると大型船に襲撃され、命からがら陸へと上がると、自分の店が炎上しているのを発見する。その炎は、わたしの店だけではなく店員の北原をも灰にしていた。
すべてを失い、絶望するわたし。しかし、再生のチャンスが。樋口とシュタインが、ソ連人大佐を亡命させる作戦に加担するため、択捉島へ潜入してほしいとの依頼を持ちかけてきたのだ。かくしてわたしは、CIAとKGBの熾烈な謀略戦の渦へと身を投じることになった。

## 登場人物
- 渋谷
- 刑部順子
- 樋口佑成
- オスカー・シュタイン